# حماض الغنم
حُمَّاض الغَنَم  واسمه العلمي Rumex Acetosella، هو نوع من الحُمَّاض.

## روابط خارجية
- (بالإنجليزية) بك?flora_id=1&taxon_id=242414256 حمّاض الغنم على موقع نباتات أمريكا الشمالية.